# White Island, Skottland
White Island är en obebodd ö i Loch Moan i Dumfries and Galloway, Skottland. Ön är belägen 21 km från Newton Stewart.